# Elección para gobernador de Misisipi de 2011
Las Elecciones para gobernador de Misisipi se hicieron el 8 de noviembre de 2011. Los principales candidatos en la contienda para elegir al Gobernador de Misisipi fueron el Republicano Phil Bryant y el Demócrata Johnny DuPree. El ganador de las elecciones resultó ser Phil Bryant.

## Elecciones

### Resultados
Resultados con el 100% de los precintos reportados:
|  | 60.98 % |

|  | 39.02 % |

|  | 100.00 % |